# Lucio Tasca
Lucio Tasca Bordonaro (Palermo, 13 febbraio 1880 – Palermo, 6 maggio 1957) è stato un imprenditore e politico italiano.

## Biografia
Lucio Tasca Bordonaro era figlio di Giuseppe Tasca Lanza, che fu sindaco di Palermo e senatore del Regno e di Annetta Bordonaro Chiaramonte. Ereditò il titolo di Conte d'Almerita.
Laureatosi in Giurisprudenza a Roma, fu volontario nella prima guerra mondiale. Nel 1920 aderì al Partito Agrario Siciliano, creato da un esponente della sua famiglia, Pietro Lanza di Scalea. Rese l'azienda agricola di famiglia,  Tasca d'Almerita, casa vinicola fra le più avanzate tecnologicamente di tutta la Conca d'oro, intorno a Palermo . Dal 1922 gestì il feudo Regaleali, triplicando la superficie dei vigneti e ingrandì le cantine. 
Nel 1932 venne nominato Cavaliere del Lavoro per l'agricoltura.
Principale rappresentante della Società degli agricoltori siciliani, un raggruppamento di latifondisti, scrisse nel 1941 Elogio del latifondo siciliano. Fu chiamato dagli Alleati nel settembre 1943 come primo Sindaco di Palermo del dopo fascismo.
Importante esponente del movimento separatista nell'isola, insieme al principe Giovanni Alliata Di Montereale e al barone Stefano La Motta di Monserrato fu a capo della corrente agraria del separatismo siciliano e del Movimento Indipendentista Siciliano. Con la riforma agraria del 1950 la sua azienda agricola passò da 1.200 a 500 ettari.